# محمد جاد هزاع
محمد جاد هزاع هو كاتب صحفي ومحلل سياسي مصري، نائب رئيس تحرير بمركز معلومات جريدة الجمهورية، نائب رئيس تحرير ورئيس قسم الشئون الدولية والتحليلات السياسية بجريدة المساء المصرية حتي عام 2018، عضو نقابة الصحفيين المصرية واتحاد كتاب مصر، نشرت له ألاف المقالات والدراسات في كبريات الصحف المصرية والعربية وخصوصا جريدتي الجمهورية والمساء، كما أن له العديد من المؤلفات التي تدور حول بعض المواقف من سيرته الذاتية التي أنطلق منها إلي أفاق إنسانية وكونية وربانية، حيث ركز علي المفاهيم الدينية والوطنية والفكرية في محاولة لتصحيح الكثير من الأفكار الخاطئة، وقدم وجهة نظره فيها من خلال قراءاتي التي تحصل عليها من الكتب التي قرأها ومن خلال خبراته المختلفة في الحياة، فعملية الخلق والإبداع عنده تعد إنعكاسًا للإنسان ذاته الذي لا يمكن الفصل بين مكوناته الخمسة (الجسد، النفس، القلب، العقل والروح).
برزت في مؤلفاته هذه الأبعاد الخمسة محاولًا فتح أفاق جديدة يتعرف الإنسان من خلالها علي إمكانياته الهائلة التي لايستخدم منها إلا أقل القليل، كما أعتمد على أحداث تاريخية واقعية لتجسيد المشاعر والأفكار والإنطلاقات الروحية التي يمكنها تفعيل كل هذه الإمكانيات المهدرة لدي الإنسان الذي يعتبر خليفة لله في الأرض.

## المسيرة المهنية
حاصل علي ليسانس الترجمة الفورية للغة الإنجليزية وأدابها من كلية اللغات والترجمة، جامعة الأزهر الشريف، إنضم لصفوف القوات المسلحة المصرية كضابط احتياط، عمل مراسلًا لعدد من كبريات الصحف العربية بالقاهرة مثل السياسة الكويتية، الوطن الكويتية وجريدة الدستور الأردنية في الثمانينات، ثم إلتحق بدار الجمهورية للصحافة والنشر كمحرر للشئون الدولية منذ بداية التسعينات وتدرج في المناصب المهنية إلي أن أصبح رئيسًا لقسم الشئون الدولية والتحليلات السياسية ثم نائبًا لرئيس التحرير وكاتبًا لعمود يومي تحت عنوان (محاولة للفهم).
أهتم منذ بداية وعيه بمجالات ثقافية متعددة يأتي في مقدمتها الدراسات السياسية والتاريخية والإقتصادية والفلسفية والدينية وفلسفة العلوم والأداب المختلفة علي المستويات المحلية والإقليمية والدولية باللغتين العربية والإنجليزية، تحتوي مكتبته الخاصة علي آلاف المراجع والكتب والدراسات في هذه المجالات المختلفة، إلا أن ذلك لم يمنعنه من المشاركة الفاعلة في الحياة العامة منذ منتصف السبعينيات، فكان من مؤسسي حزب التجمع الوطني التقدمي الوحدوي عام 1976، إتساقا مع أفكاره الإشتراكية القومية التقدمية، وأسس جمعية النهوض بالمجتمع المدني 1994 وكذلك حركة صحفيون من أجل التغيير 1995 مع آخرين، ورشح نفسه لعضوية مجلس الشوري عام 2001، وشارك في جميع فاعليات ثورة 25 يناير 2011 وما قبلها من احتجاجت ووقفات ومسيرات وكذلك في جميع أحداث ثورة 30 يونيو 2013، وله مئات الحوارات التلفزيونية والإذاعية المحلية والعربية والدولية.

## مؤلفاته
- العشق علي طريقتي ( بين الدين المنزل والدين المبدل ).[2]
- دين الحب في زمن الحرب ( يوميات شاهد وشهيد ).[3][4]
- دولة الدراويش ( حراس الوطن والدين ).[5]
- وجودك ذنب ( قصة عقل ).
- وجودك حب ( قصة روح ).[6]
- نصوص من الوادي المقدس ( قصة قلب ).
- سر مصر ( قضية رد شرف ).[1][7]
- رتوش علي وجه الدين والوطن ( تجليات ما بين السجود والتسبيح) [8]